# Cambio a bacchetta

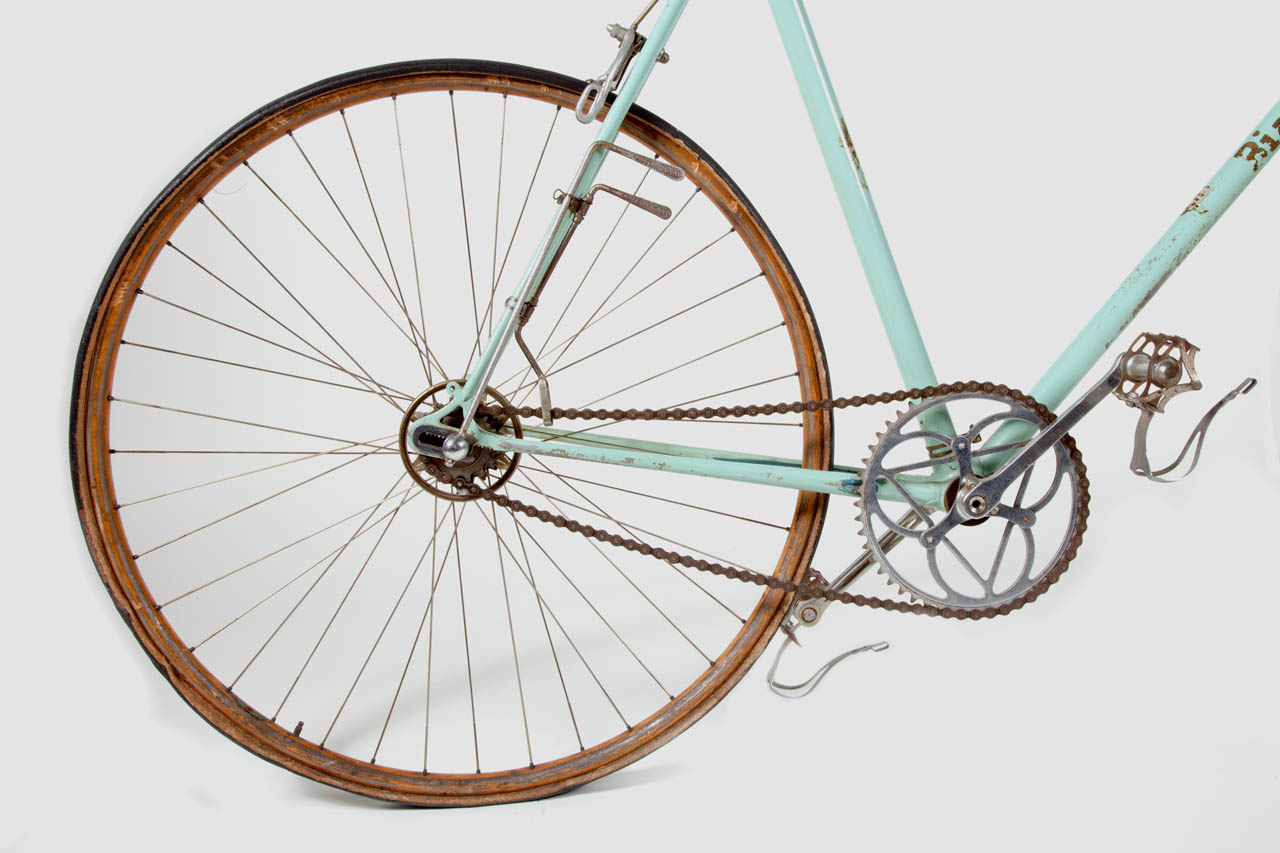
Cambio a bacchetta su una bicicletta Bianchi

Il cambio a bacchetta è un cambio per biciclette in cui, tramite una o due leve, è possibile cambiare rapporto di trasmissione.

## Storia
Tale tipo di cambio fu brevettato nel 1930 dal vicentino Tullio Campagnolo, titolare dell'omonima ditta e già inventore dello sgancio rapido per ruote. Proprio a tale invenzione è collegato il cambio a bacchetta, in quanto questo è fondamentale per il suo funzionamento.

### Varianti e struttura
Il tipo più celebre di cambio a bacchetta è stato il Cambio Corsa, introdotto nel 1946 e subito diffusosi a livello professionistico. Il Cambio Corsa era dotato di due leve (da cui appunto il nome di cambio a bacchetta), l'una collegata al mozzo e che fungeva da sgancio rapido, l'altra che comandava il posizionamento della catena sul pignone. In base alla lunghezza delle leve si distinguevano due tipologie di Cambio Corsa: il Corsa con leve più corte e lo Sport con leve più lunghe.

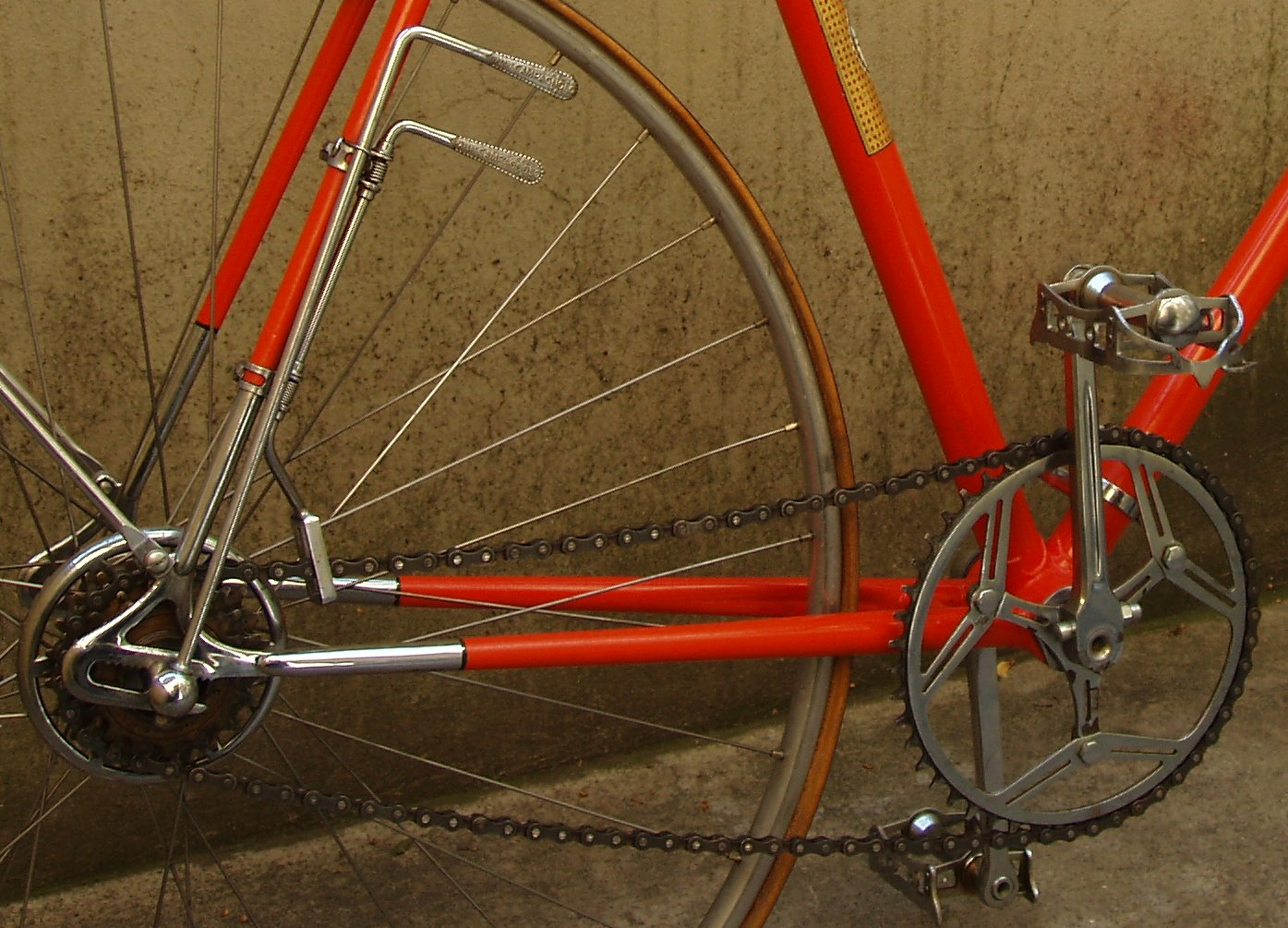
Cambio corsa campagnolo

Nel 1949 fu introdotto un nuovo tipo di cambio a bacchetta, con una sola leva: venne ribattezzato Parigi-Roubaix dopo la vittoria di Fausto Coppi nell'omonima classica nell'aprile 1950. Tuttavia il Campionissimo si lamentò del funzionamento di tale cambio, ritenendolo impreciso e difficile da manovrare.
Entrambi i tipi di cambio a bacchetta richiedono dei particolari forcellini posteriori per l'innesto della ruota posteriore, particolarmente lunghi per poter sopportare la diversa dimensione dei pignoni con la stessa catena e dotati di una dentellatura in modo da tenere perfettamente allineato l'asse del mozzo nelle operazioni di cambio di rapporto. I forcellini pensati per il Cambio Corsa permettevano l'uso di 4 pignoni posteriori, quelli per il Parigi-Roubaix di 5, essendo leggermente più lunghi.

## Funzionamento
Oggi l'uso del cambio a bacchetta può apparire un'operazione piuttosto complicata e lenta da effettuare, preferibilmente a bici ferma: in realtà all'epoca del loro lancio i professionisti si erano specializzati nell'effettuare il cambio di rapporto in corsa, senza fermarsi, e per i più bravi questo era un autentico punto di forza.
Prendendo come esempio il Cambio Corsa, per cambiare rapporto era innanzitutto necessario aprire la leva dello sgancio rapido e quindi posizionare con l'altra leva la catena sul pignone voluto. Affinché la catena salisse su tale pignone era necessario pedalare all'indietro fin tanto che fosse completamente sul pignone, quindi era necessario tendere correttamente la catena, spostando l'intera ruota in avanti o indietro. Tale operazione poteva essere svolta in corsa con alcuni accorgimenti: mentre per il passaggio su pignoni più grandi lo spostamento avveniva automaticamente, in quanto la ruota si spostava in avanti per inerzia, per lo spostamento indietro veniva assicurato dall'inclinazione dell'aggancio delle ruote. Resta comunque un'operazione molto delicata e solo con la pratica i più bravi riuscivano ad eseguirla correttamente senza dover scendere di sella.